# Richard Dormer
Richard Dormer (Lisburn, 1969. november 11. –) északír színész, drámaíró és forgatókönyvíró.
Egyik legismertebb alakítása 2013 és 2019 között Beric Dondarrion megformálása az HBO Trónok harca című fantasysorozatában. 2020-tól 2021-ig a COBRA – A válságstáb visszatérő szereplője volt.

## Filmográfia

### Film
| Év   | Magyar cím               | Eredeti cím            | Szerep                 | Magyar hang     |
| ---- | ------------------------ | ---------------------- | ---------------------- | --------------- |
| 2000 |                          | A Further Gesture      | Joe                    |                 |
| 2001 | A térképkészítő          | Mapmaker               | Harry Hawcett          |                 |
| 2002 | Határvillongások         | Puckoon                | Arthur Faddington      |                 |
| 2002 | Börtönbosszú             | The Escapist           | Denis ügyvédje         | Wohlmuth István |
| 2005 | Mrs. Henderson bemutatja | Mrs Henderson Presents | Comic                  |                 |
| 2005 |                          | The Mighty Celt        | Ronan                  |                 |
| 2006 |                          | Middletown             | Ned                    |                 |
| 2009 |                          | Scapegoat              | narrátor               |                 |
| 2009 | Öt perc mennyország      | Five Minutes of Heaven | Michael                |                 |
| 2009 |                          | Pumpgirl               | Hammy                  |                 |
| 2010 |                          | Ghost Machine          | Taggert                |                 |
| 2012 |                          | Jump                   | Johnny                 |                 |
| 2012 |                          | Good Vibrations        | Terri Hooley           |                 |
| 2013 |                          | Dark Touch             | Henry                  |                 |
| 2014 | Hiéna                    | Hyena                  | Nick Taylor            |                 |
| 2014 | Cselezd ki Szókratészt   | Shooting for Socrates  | Arthur                 |                 |
| 2014 | ’71                      | ’71                    | Eamon                  | Rosta Sándor    |
| 2015 |                          | 11 minut               | Richard Martin rendező |                 |
| 2019 | Togo                     | Togo                   | Dr. Curtis Welch       | Mertz Tibor     |

### Televízió
| Év        | Magyar cím                          | Eredeti cím                        | Szerep                 | Megjegyzések                                                     |
| --------- | ----------------------------------- | ---------------------------------- | ---------------------- | ---------------------------------------------------------------- |
| 1991      | Baleseti sebészet                   | Casualty                           | Rick Tomlinson         | 1 epizód                                                         |
| 1992      |                                     | Soldier Soldier                    | David Lutchens tizedes | 1 epizód                                                         |
| 1993      | Az ifjú Indiana Jones kalandjai     | The Young Indiana Jones Chronicles | civil                  | 1 epizód                                                         |
| 2003      |                                     | Holy Cross                         | Seamus                 | tévéfilm                                                         |
| 2007      | Édes fiam, Jack                     | My Boy Jack                        | John O'Leary tizedes   | tévéfilm                                                         |
| 2008      |                                     | Last Man Hanging                   | James Brown            | tévéfilm                                                         |
| 2009      |                                     | Best: His Mother's Son             | reklámfilmes rendező   | tévéfilm                                                         |
| 2010      |                                     | An Crisis                          | Kyle Braid             | 1 epizód                                                         |
| 2011      |                                     | Brendan Smyth: Betrayal of Trust   | Chris Moore            | tévéfilm                                                         |
| 2011      |                                     | Justice                            | George                 | minisorozat (2 epizód)                                           |
| 2011      |                                     | Hidden                             | Frank Hanna            | minisorozat (4 epizód)                                           |
| 2012      | A célpont                           | Hunted                             | Lewis Conroy           | 2 epizód                                                         |
| 2013–2019 | Trónok harca                        | Game of Thrones                    | Beric Dondarrion       | 13 epizód                                                        |
| 2014      |                                     | Lily's Driftwood Bay               | apa                    | 2 epizód                                                         |
| 2015      |                                     | We're Doomed! The Dad's Army Story | David Croft            | dokumentumfilm                                                   |
| 2015–2018 |                                     | Fortitude                          | Dan Anderssen seriff   | főszereplő                                                       |
| 2016      | Muskétások                          | The Musketeers                     | Christophe             | 1 epizód                                                         |
| 2017      |                                     | Rellik                             | Gabriel Markham        | minisorozat (6 epizód)                                           |
| 2020–2021 | COBRA – A válságstáb                | COBRA                              | Fraser Walker          | - visszatérő szerep (12 epizód) - magyar hangja: - Kardos Róbert |
| 2020–2021 |                                     | The Watch                          | Sam Vimes százados     | 8 epizód                                                         |
| 2023      | Titkos invázió                      | Secret Invasion                    | Prescod ügynök         | minisorozat (1 epizód)                                           |
| 2023–2024 |                                     | Blue Lights                        | Gerry Cliff            | 5 epizód                                                         |
| 2023–2025 | Castlevania – Démonkastély: Noktürn | Castlevania: Nocturne              | Apát (hangja)          | főszereplő                                                       |
| 2024      | A Sakál napja                       | The Day of the Jackal              | Norman Stoke           | 3 epizód                                                         |

## Díjak és jelölések
- Jelölés — Irish Film & Television Award, legjobb színész (Good Vibrations, 2012)